# Silda Wall Spitzerová
Silda Alice Wall Spitzer (* 30. prosince 1957) je manželka bývalého guvernéra státu New York Eliota Spitzera. Angažuje se v mnoha charitativních projektech, jako například nadace Děti pro děti (Children for Children), kterou založila v roce 1996 a která se zabývá pomocí dětem ze slabších sociální vrstev.